# 雷奈得山
67°0′S 52°26′E / 67.000°S 52.433°E
雷奈得山是南極洲的山峰，位於恩德比地，屬於圖拉山脈的一部分，處於基瑟山以南6公里，該山峰根據澳大利亞探險隊拍攝的空中照片被繪入地圖，以莫森站的氣象觀測員命名。